# Suisse magazine
Suisse magazine est un magazine français indépendant paraissant à destination des Suisses de l'étranger.

## Caractéristiques
Imprimé sur 36 pages offset quadrichromie, le magazine, destiné aux Suisses de l'étranger, n'est disponible que par abonnement ou sur commande.

## Histoire
Fondé en 1954, sous le nom « Le Messager Suisse de Paris », le magazine s'est successivement appelé « Le Messager Suisse de France » puis « Le Messager Suisse » avant de prendre le nom de « Suisse magazine ».
Il a été successivement dirigé par sa fondatrice Madame Elsa Franconi Poretti, puis par Madame Nelly Silvagni-Schenk, correspondante à Paris de l'éditeur suisse Ringier, puis par Monsieur  Pierre Jonneret, alors président de la FSSP. Il est dirigé depuis 1999 par Philippe Aliaume, ex président du Groupe d'Etudes Helvétiques de Paris et de l'Association Franco-Suisse des Centraliens.
Suisse magazine a été le modèle qui a servi à la création de la Revue Suisse, dont il a ensuite assuré la rédaction et la diffusion dans le monde francophone. Lorsque les moyens financiers attribués par la Confédération à la Revue Suisse sont devenus suffisants, cette dernière a pris son autonomie et est parfois considérée comme concurrente. Depuis 2009, la Confédération a de nouveau sensiblement réduit les moyens publics qui  sont attribués à la Revue Suisse.
Suisse magazine a toujours vécu exclusivement de ses abonnements, de sa publicité et de fonds privés. En 1996, son éditeur, la FSSP, n'a pu faire face aux conséquences d'erreurs de gestion. Le rédacteur en chef de l'époque, Pierre Jonneret, et le rédacteur en chef actuel, Philippe Aliaume, se sont associés pour en maintenir bénévolement la parution.

## Contenu
Suisse magazine contient plusieurs rubriques, notamment Faits marquants de l'actualité suisse, Nouvelles Fédérales, Nouvelles des Cantons, Calendrier culturel, Reportages touristiques, Histoire des Suisses qui ont créé la France, Généalogie Suisse, Droit Franco-Suisse, Littérature Suisse, Philatélie, Suisses dans l'hexagone, etc ..

## Ligne éditoriale
Source.
Dernier survivant de la presse suisse indépendante à l'étranger, Suisse magazine se veut neutre en termes de ligne politique. Il donne la parole à tout parti qui le souhaite, sous le principe du pluralisme. Il prend position en matière de défense de la Suisse, comme cela a été le cas sur les polémiques autour du secret bancaire, par exemple. Il traite de tout sujet pour autant qu'il ait un rapport avec les relations franco-suisses ou la vie des Suisses en France. Il s'adresse à l'ensemble du monde francophone, s'honorant d'abonnés en Belgique, Suisse, Canada, Océanie, Afrique, Asie, notamment.
Source : le magazine déposé à la BNF.

## Comité de rédaction
Le comité de rédaction de Suisse magazine est constitué de Alain-Jacques Tornare, docteur en histoire franco-suisse, Juliette David, journaliste et ancienne chef d'entreprise, Michel Goumaz, ancien directeur de Suisse-Tourisme France, Marco Itin, avocat aux barreaux de Paris et de Zürich, Jérôme Liniger, artiste plasticien et illustrateur, Henriette Nicolet, vice-présidente du GEHP Paris, Martine Roesch, consultante, Jean-Claude Romanens, généalogiste franco-suisse et Philippe Alliaume, Ingénieur de l'École Centrale Paris.
La rédaction est confiée à Denis Auger, journaliste secrétaire de rédaction.